# تشارلز دي لامبرت
تشارلز دي لامبرت (بالفرنسية: Charles de Lambert)‏ هو طيار فرنسي، ولد في 30 ديسمبر 1865 في فونشال في البرتغال، وتوفي في 26 فبراير 1944 في Saint-Sylvain-d'Anjou ‏ في فرنسا.